# Vicky Piria

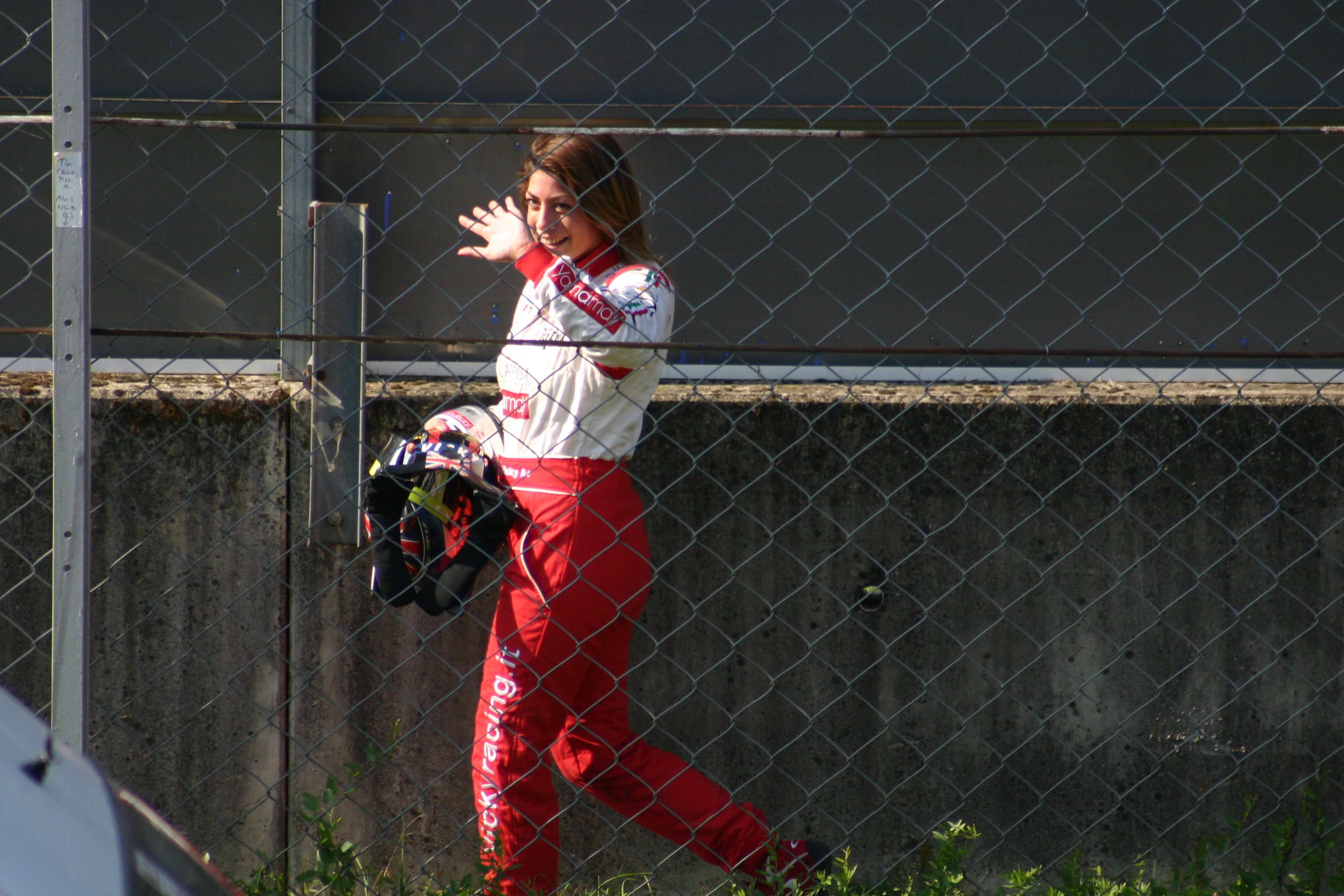
Vicky Piria

Vittoria "Vicky" Piria (Milaan, 11 november 1993) is een Italiaans autocoureur. Ze is de dochter van een Italiaanse vader en een Britse moeder. Ze reed ook onder een Britse licentie in de Formule 2000 Light.

## Carrière

### Karting
Piria begon haar autosportcarrière in het karting in 2003 en reed hier vooral in Italië. In 2008 bereikte ze de KF3-klasse.

### Formule Renault en Formule Lista Junior
In 2009 stapte Piria over naar de eenzitters, maar alleen parttime. Ze nam deel aan de Italiaanse Formule 2000 Light en het Italiaanse Formule Renault-kampioenschap voor het team Tomcat Racing, waar ze respectievelijk slechts zes en twee races reed. Ze nam ook deel aan de openingsronde van de Formule Lista Junior op Dijon.

### Formule Abarth
In 2010 stapte Piria over naar de nieuwe Formule Abarth in Italië voor het team Tomcat Racing. Haar beste resultaat was een zestiende plaats op Magione, hiermee eindigde ze op de 34e plaats in het kampioenschap. In 2011 bleef zij hier rijden, maar nu voor Prema Powerteam, waar het kampioenschap werd opgesplitst in een Europees en een Italiaans kampioenschap. Zij behaalde vijfmaal punten in het Italiaanse kampioenschap en drie in het Europese kampioenschap en eindigde hierin respectievelijk als vijftiende en achttiende.

### GP3 Series
Piria maakte in 2012 haar GP3-debuut voor het team Trident Racing. Ze werd hiermee de eerste vrouwelijke coureur in dit kampioenschap. Het werd echter een teleurstellend seizoen, waarin een twaalfde plaats op het Circuit de Monaco haar beste resultaat zou worden. Zij eindigde puntloos op de 26e plaats in het klassement.

### Formule 3
In 2013 maakte Piria de overstap naar de Europese F3 Open. Hierin debuteerde zij voor het team BVM Racing. Tijdens het eerste raceweekend op het Circuit Paul Ricard behaalde zij haar beste race-uitslag met een vierde plaats. In zeven andere races eindigde zij ook in de top 10, waardoor zij met 29 punten tiende in het kampioenschap werd.

### Pro Mazda Championship
In 2014 ging Piria in de Verenigde Staten racen, waarin zij debuteerde in het Pro Mazda Championship bij het team JDC Motorsports. Na de eerste twee raceweekenden op het Stratencircuit Saint Petersburg en het Barber Motorsports Park, waarin haar beste klasseringen twee dertiende plaatsen waren, verliet zij het kampioenschap. Uiteindelijk eindigde zij met 17 punten op plaats 26 in het klassement.

### W Series
In 2019 werd Piria, na vijf jaar zonder vast racezitje gezeten te hebben, geselecteerd als een van de achttien coureurs in het eerste seizoen van de W Series, een kampioenschap waar enkel vrouwen aan deelnemen.